# Moment
|  | Aquest article tracta sobre el moment en física. Vegeu-ne altres significats a «Moment (desambiguació)». |

En física, el terme moment es pot referir a diferents conceptes:
- El moment d'una força (sovint abreviat moment) és la tendència d'una força a torçar o fer girar un objecte. Vegeu parell de forces.
  - El braç de moment és una mesura utilitzada per calcular moments de forces.
- El principi dels moments postula que si un objecte està en equilibri la suma dels moments aplicats en sentit horari ha de ser la mateixa que la dels moments aplicats en sentit antihorari.
- Un moment pur és un tipus especial de moment de força.
- El moment d'un vector és una generalització del moment de força. El moment M d'un vector B respecte al punt A és

{\displaystyle \mathbf {M_{A}} =\mathbf {r_{AB}} \times \mathbf {B} }
on
{\displaystyle \mathbf {r_{AB}} } és el vector des del punt A a la posició on la quantitat B és aplicada.
× representa el producte vectorial dels vectors.
Llavors M pot ser anomenada com "el moment M respecte l'eix que passa pel punt A" o, simplement, "el moment M al voltant d'A". Si A és l'origen normalment s'omet A i simplement es diu "moment".
Quan B és la força, el moment de força és el parell, tal com es defineix més amunt.
- El moment d'inèrcia ({\displaystyle I=\sum mr^{2}}) és anàleg a la massa en discussions de moviment rotacional.
- El moment angular ({\displaystyle L=I\omega \!}) és l'anàleg rotacional de la quantitat de moviment.
- El moment magnètic ({\displaystyle \mathbf {\mu } =I\mathbf {A} }) és un moment dipolar que mesura la força i direcció d'una font magnètica.
- El moment dipolar elèctric és un moment de dipol que mesura la diferència de càrrega i direcció entre dues o més càrregues. Per exemple, el moment elèctric de dipol entre una càrrega -q i una càrrega q separades per una distància d és {\displaystyle \mathbf {p} =q\mathbf {d} }.